# Bob Will
Robert Ide "Bob" Will (født 20. april 1925 i Seattle, Washington, USA, død 14. oktober 2019) var en amerikansk roer og olympisk guldvinder.
Will var en del af den amerikanske firer med styrmand, der vandt guld ved OL 1948 i London. Bådens øvrige besætning var Warren Westlund, Bob Martin, Gordy Giovanelli og styrmand Allen Morgan. Amerikanerne sikrede sig guldmedaljen foran Schweiz og Danmark, der fik henholdsvis sølv og bronze. Det var det eneste OL Will deltog i, og det var desuden eneste gang USA vandt guld i denne disciplin, der blev fjernet fra OL-programmet efter OL 1992 i Barcelona.

## OL-medaljer
- 1948:  Guld i firer med styrmand